# Citrongul klocklilja
Citrongul klocklilja, Fritillaria carica är en liljeväxtart som beskrevs av Edward Martyn Rix. Fritillaria carica ingår i Klockliljesläktet och i familjen liljeväxter.
Den växer naturligt i de östra egeiska öarna och i sydvästra Turkiet.

## Underarter
Arten delas in i följande underarter:
- F. c. carica
- F. c. serpenticola

## Bildgalleri

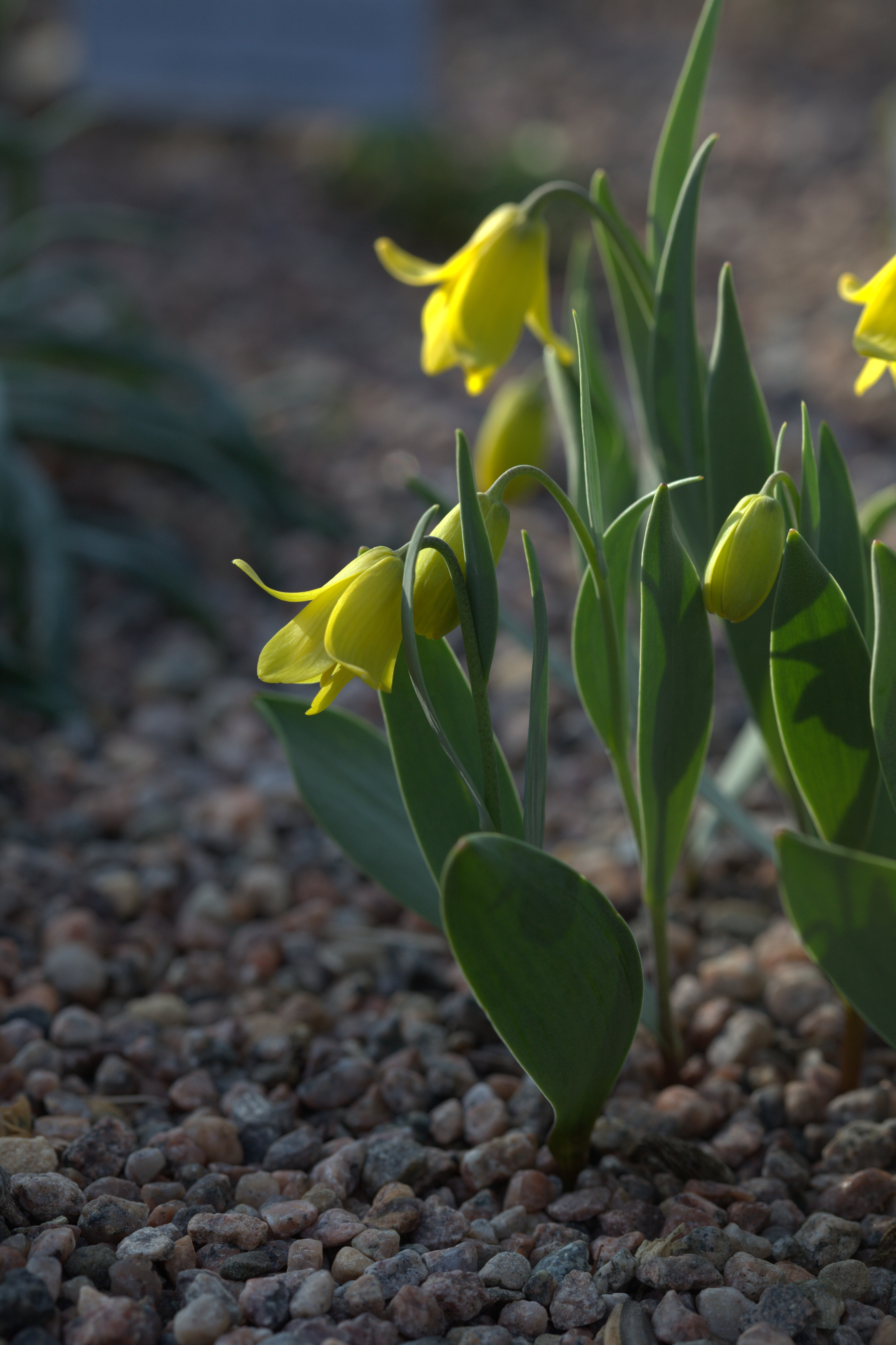
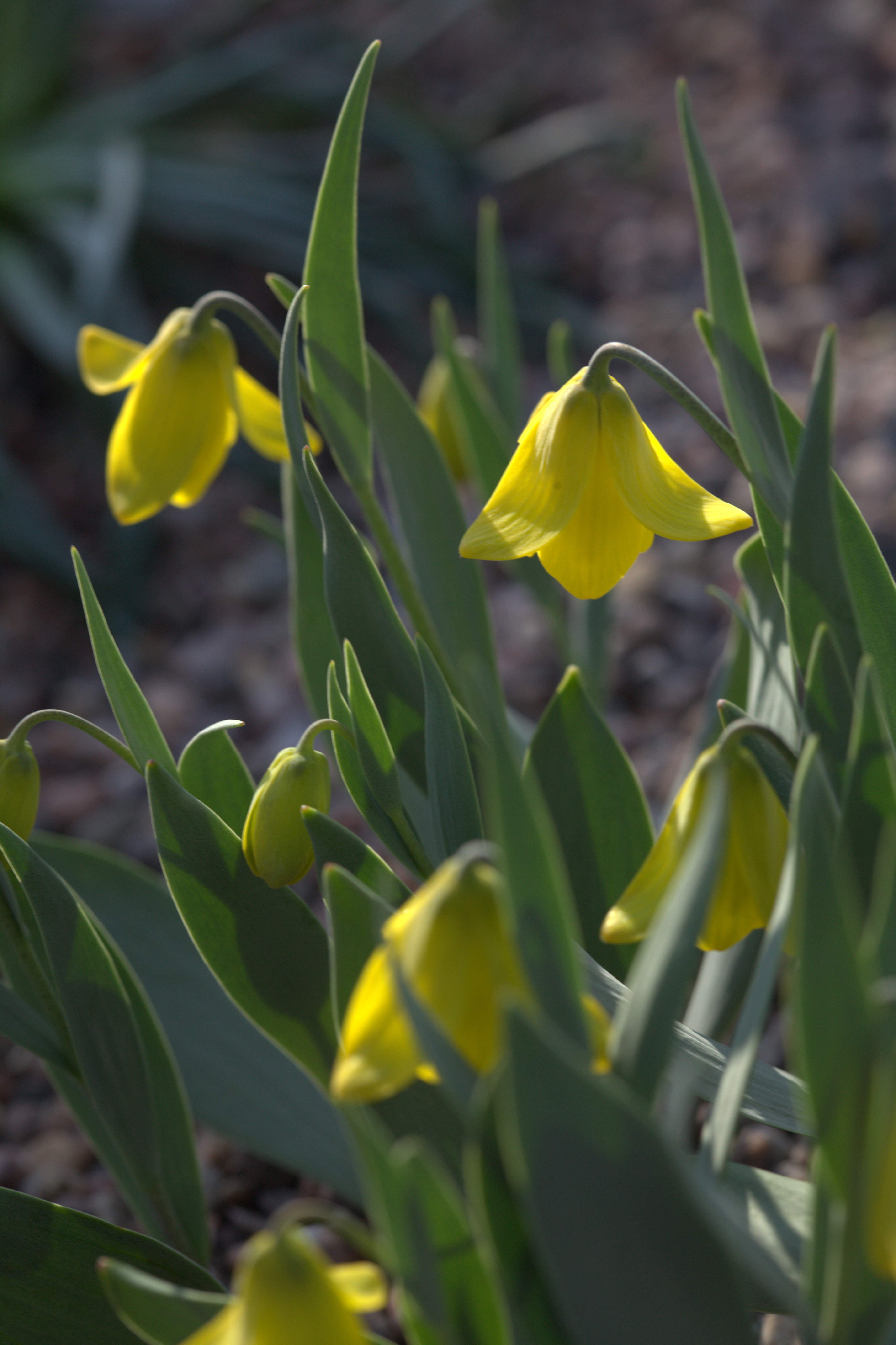